# Tratado de Derecho Civil Internacional de 1889
El Tratado de Derecho Civil Internacional de Montevideo de 1889 es un tratado internacional creado en el marco del Congreso Sudamericano de Derecho Internacional Privado de 1889 por el que se estableció para los estados parte soluciones de conflictos de leyes en materia civil. Este tratado vincula a Argentina, Bolivia, Colombia, Paraguay, Perú y Uruguay.

## Estructura
El tratado se compone de 71 artículos organizados en 14 títulos y uno de disposiciones generales:
1. De las personas: artículos 1 a 4.
2. Del domicilio: artículos 5 a 9.
3. De la ausencia: artículo 10.
4. Del matrimonio: artículos 11 a 13.
5. De la patria potestad: artículos 14 y 15.
6. De la filiación: artículos 16 a 18.
7. De la tutela y curatela: artículos 19 a 23.
8. Disposiciones comunes a los Títulos IV, V y VII: artículos 24 y 25.
9. De los bienes: artículos 26 a 31.
10. De los actos jurídicos: artículos 32 a 39.
11. De las capitulaciones matrimoniales: artículos 40 a 43.
12. De las sucesiones: artículos 44 a 50.
13. De la prescripción: artículos 51 a 55.
14. De la jurisdicción: artículos 56 a 67.
15. Disposiciones generales: artículos 68 a 71.

## Contenido
Este tratado y el resto de los tratados del Congreso de 1888-1889, a diferencia de las convenciones emanadas de la Conferencia de La Haya a partir de 1893 y de las Convenciones Especializadas Interamericanas de Derecho Internacional Privado, debido a su amplitud trataban muchas materias del Derecho Internacional Privado, en tanto que las convenciones de la Conferencia de La Haya trataban temas específicos que surgían de la necesidad de los Estados por la naturaleza del tráfico jurídico externo entre estos. De este modo, el Tratado de Derecho Civil Internacional en particular regula aspectos vinculados a las personas, familia, filiación, matrimonio, bienes, actos jurídicos, etc. en vez de tratar un temas específico por tratado como lo hace el Convenio sobre los Aspectos Civiles de la Sustracción Internacional de Menores.

## Estados parte
| Estado    | Firmado                     | Aprobado                                     | Depósito                               | Vigencia                                                                            |
| --------- | --------------------------- | -------------------------------------------- | -------------------------------------- | ----------------------------------------------------------------------------------- |
| Argentina | 12 de febrero de 1889       | 11 de diciembre de 1894 (Ley N° 3192)        | 11 de diciembre de 1894 (ratificación) | En vigor. Sin efecto con respecto a Paraguay y Uruguay debido al Tratado de 1940.   |
| Bolivia   | 12 de febrero de 1889       | 17 de noviembre de 1903 (Ley del 17/11/1903) | 17 de noviembre de 1903 (ratificación) | En vigor.                                                                           |
| Colombia  | (no fue parte del Congreso) | 1 de diciembre de 1933 (Ley N° 40/1933)      | (adhesión)                             | En vigor.                                                                           |
| Paraguay  | 12 de febrero de 1889       | 3 de septiembre de 1889                      | 3 de septiembre de 1889 (ratificación) | En vigor. Sin efecto con respecto a Argentina y Uruguay debido al Tratado de 1940.  |
| Perú      | 12 de febrero de 1889       | 4 de noviembre de 1889                       | 4 de noviembre de 1889 (ratificación)  | En vigor.                                                                           |
| Uruguay   | 12 de febrero de 1889       | 3 de octubre de 1892 (Ley N° 2207)           | 3 de octubre de 1892 (ratificación)    | En vigor. Sin efecto con respecto a Argentina y Paraguay debido al Tratado de 1940. |